# Lista de bairros e distritos de Santa Rita (Paraíba)
Esta é uma lista de bairros e distritos do município de Santa Rita, no estado da Paraíba.

## Bairros da Zona Norte
- Aguiarlândia
- Distrito Industrial
- Jardim Miritânia
- Liberdade
- Santa Cruz
- Teixeirão
- Tibiri Fábrica
- Vila Tibiri

## Bairros da Zona Sul
- Bairro dos Municípios
- Boa Vista
- Heitel Santiago
- Jardim Carolina
- Jardim Europa (I, II e III)
- Loteamento Plano de Vida
- Marcos Moura
- Nova Esperança
- Sol Nascente
- Tibiri[2] (I, II e III)

## Bairros da Zona Oeste
- Açude
- Alto das Populares[3]
- Bairro do Onze
- Centro
- Loteamento Nice
- Paraíso Tropical
- Paulo VI

## Bairros da Zona Leste
- Alto dos Eucaliptos
- Augustolândia
- Várzea Nova
- Flaviano Ribeiro
- Mutirão

### Distritos, subdistritos e localidades municipais
- Bebelândia
- Cadene
- Cangulo
- Cauira
- Chã do Congo
- Cicerolândia
- Cotovelo
- Babilônia
- Engenho do Meio
- Estiva
- Fazenda Caldeirão
- Forte Velho
- Gargaú
- Jaburu
- Jacaraúna
- Lerolândia
- Livramento
- Mel de Furo
- Monte Alegre
- Mumbaba (de Baixo e de Cima)
- Mumbaba Alecrim
- Mumbaba Bandeirante
- Mumbaba Caiçara
- Mumbaba de Belez
- Mumbaba de Peninchos
- Mumbaba dos Américos
- Mumbaba dos Canários
- Nossa Senhora do Patrocínio
- Odilândia
- Oiteiro
- Povoado de São Bento
- Prego
- Reis
- Ribeira (de Baixo, do Meio e de Cima)
- Santa Ana
- Santo Amaro
- Santo André
- Sítio Reis
- Socorro
- Taboleiro de Santana
- Taboleiro do Leandro
- Tambauzinho
- Tapira
- Tibirizinho
- Usina Santa Rita
- Usina Santana
- Usina São João
- Vigário
- Volta do Quimba (Coimbra)

| Distritos Bebelândia \| Cicerolândia \| Odilândia \| Lerolândia \| Livramento \| Forte Velho \| Várzea Nova |